# Lafitte (Louisiane)
Pour les articles homonymes, voir Lafitte.
Lafitte est une communauté non-incorporée de l'État américain de la Louisiane, située dans la paroisse de Jefferson. Selon le recensement de 2000, sa population est de 1 576 habitants. Elle est nommée d'après le corsaire Jean Lafitte.